# 議罪銀
議罪銀，清朝乾隆後期设立的一项以罰金贖罪的制度，根据犯罪情节的轻重，以银两来免除刑罚。該罰金是繳給皇帝本人，並非政府；這是一種充實君王個人財庫的做法。

## 簡介
根据传统的观点，議罪銀制度是和珅提议设立的。但根据张世明等人的考证，在乾隆中期，皇帝就开始了議罪銀制度的实践。乾隆二十八年（1763年），乾隆的弟弟果亲王弘曕私自委託苏州织造萨载购买蟒袍、优伶等，事情暴露后，萨载请求以白银一万两抵罪，由两江总督高晋代奏。
乾隆三十三年（1768年），高晋因为堂兄弟高恒贪污，自请交部论罪。乾隆帝说：「交部议罪，不过革职留任，汝自议来！」要求高晋自己給錢抵罪，于是高晋自请以银二万两抵罪，還分期付款，一年五千兩，四年完缴。由此说明議罪銀制度是乾隆帝亲手创制的。
乾隆后期，和珅成为主持議罪銀制度的大臣，議罪銀不入国库，而是进入乾隆帝的私库。議罪銀与罚俸、纳赎、捐赎不同，不由吏部、户部主持，而是由军机处及其下辖的密记处管理，由军机大臣管理。議罪銀罚款的对象，主要针对地方督抚、布政使、织造、盐政、税关监督等官，甚至包括一些大盐商、参商。没有奏折权的大臣和商人，由其他大臣代奏。和珅、福长安、阿桂、福康安、明兴、富勒浑等人都担任过代奏大臣。嘉庆四年（1799年），乾隆帝驾崩、和珅被处死后，議罪銀制度废除。